# Страх(и) темноты
«Страх[и] темноты» (фр. Peur[s] du noir) — мультипликационный фильм.

## Сюжет
В основе сюжета несколько несвязанных друг с другом новелл.
Первая — о мальчике, который любил наблюдать за насекомыми. Найдя однажды в лесу самку богомола, он приносит её домой в баночке. Но та убегает и прячется у него в кровати. Когда мальчик находит себе девушку, то последняя начинает себя странно вести, после того как на утро на руке у неё обнаруживается порез…
Вторая новелла рассказывает о японской девочке, которая поселилась за кладбищем. Новенькую не любят в школе. Но самым страшным оказываются не одноклассники, которые её избивают в первый же день, а легенда о самурае, который покончил жизнью в XIX веке с помощью харакири. Ведь эта легенда странным образом оживает в наши дни…
Третья — о таинственных событиях, происходящих на местном болоте. Здесь начали пропадать люди. Из города приезжает егерь, который через 3 дня убивает огромного крокодила. Зелёного повесили под потолок церкви, люди перестали исчезать, но таинственным образом чувство страха не покинуло эти места.
Четвёртая — о человеке, который забрался в дом зимой, чтобы согреться. Здесь нет электричества и происходят жутковатые вещи. В конце концов человек оказывается запертым в шкафу. Он проделывает в стене дыру и видит двух резвящихся детей. Он кричит им, а они пугаются и убегают.
Красной нитью проходит ещё одна новелла. Страшный человек, одетый Скарамушем, держит на привязи четырёх сумасшедших собак. Ради забавы он последовательно натравляет их то на ребёнка, то на мужчину, то на женщину. К концу фильма зритель пропитывается к этому персонажу такой ненавистью, что когда последняя собака, увидев себя в зеркале, бросается на этого человека, то последнего совсем не жалко. Он специально натравливает на себя собаку, раздражая её своим танцем.

## Интересные факты
Фильм был представлен на 30−м Московском кинофестивале в программе «8 с половиной фильмов».